# Plectrotarsidae
Plectrotarsidae (лат.) — семейство ручейников подотряда Integripalpia, включающее 5 видов.

## Распространение
Австралия.

## Описание
Мелкие ручейники с размахом крыльев от 10 до 22 мм. Личинки детритофаги, живут в построенных ими домиках из растительных остатков, обитают в мелких, заросших растительностью озёрах и болотах. Оцеллии у имаго развиты. Нижнечелюстные щупики состоят из 5 члеников (у самцов из 3). У Plectrotarsus имеется рострум, лабрум и лабиум сильно удлинены. Антенны длинные (равны длине крыльев). Число шпор на передних, средних и задних ногах имаго равно 1-2, 2-4 и 4 соответственно.

## Систематика
3 рода и 5 видов. Ранее в составе Plectrotarsidae выделялось подсемейство Kokiriinae (McFarlane, 1964) для вида Kokiria miharo из Новой Зеландии, позднее выделенного в отдельное семейство Kokiriidae.
Впервые статус семейства предложен в 1957 году.
- Liapota Neboiss, 1959
  - Liapota lavara Neboiss, 1959
- Nanoplectrus Neboiss, 1977
  - Nanoplectrus truchanasi Neboiss, 1977[6]
- Plectrotarsus Kolenati, 1848
  - Plectrotarsus gravenhorstii Kolenati, 1848[7]
  - Plectrotarsus minor Mosely, 1953
  - Plectrotarsus tasmanicus Mosely, 1936